# Vuelta a Tenerife

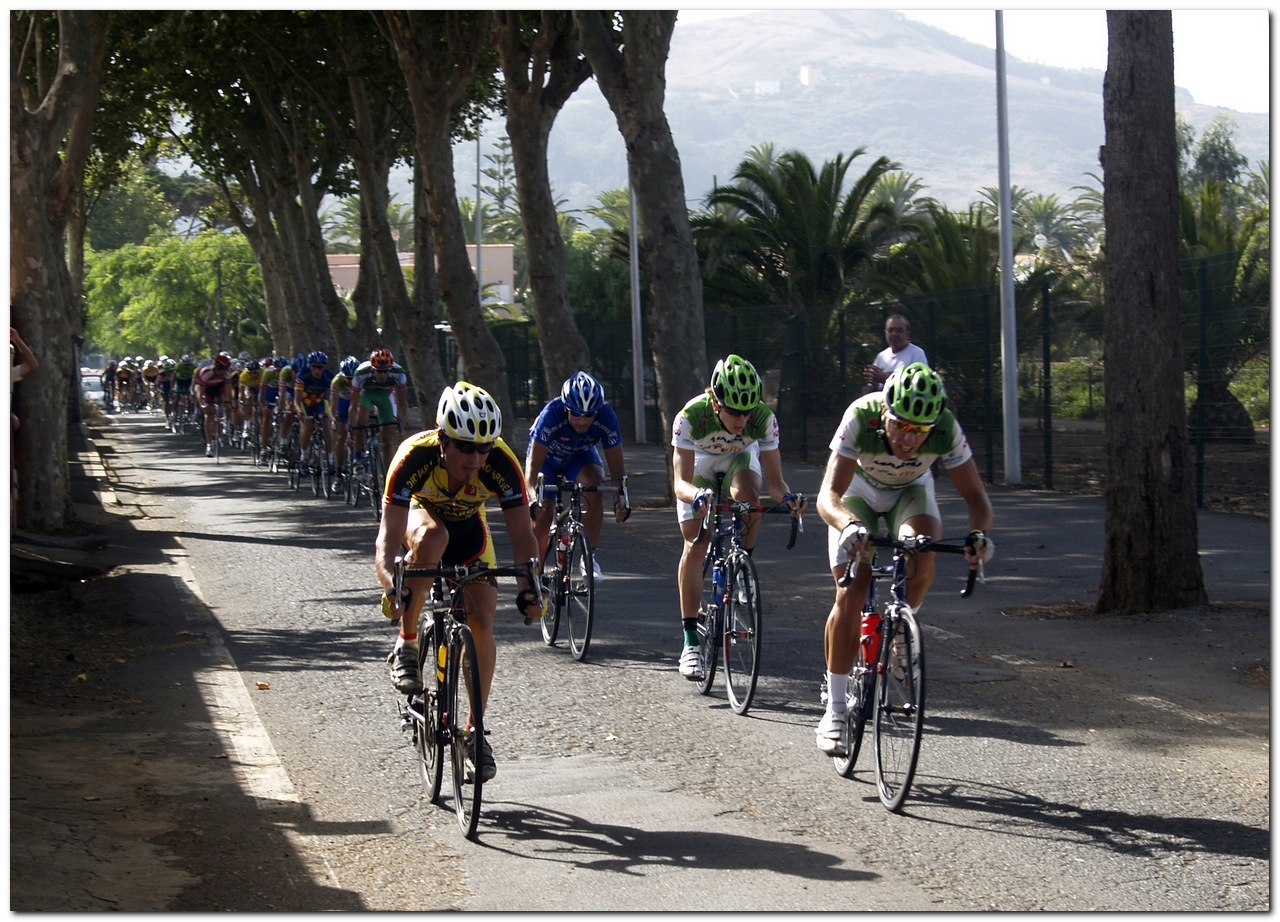

La Vuelta a Tenerife es una competición ciclista amateur por etapas que se celebra en la isla española de Tenerife (Canarias), a primeros del mes de septiembre.
Se comenzó a disputar en 1955, organizada por el Exmo. Ayto. de San Cristóbal de La Laguna con la idea de anunciar las Fiestas del Santísimo Cristo de La Laguna por los demás pueblos de la isla.

## Palmarés
| Año       | Ganador               | Segundo              | Tercero                 |
| --------- | --------------------- | -------------------- | ----------------------- |
| 1995      | Juan Pedro González   | Igor Astarloa        |                         |
| 1996-1997 | no se disputó         | no se disputó        | no se disputó           |
| 1998      | Luis Diego Prior      | Ezequiel Mosquera    | Iñaki Isasi             |
| 1999      | Jorge Sedano          | Joan Horrach         | Pedro Luis González     |
| 2000      | Santiago Pérez        | Manuel Calvente      | Cristian Sambi          |
| 2001      | Pedro Arreitunandia   | Juan Manuel Fuentes  | Volodymir Savchenko     |
| 2002      | Joseba Albizu         |                      |                         |
| 2003      | John Nilsson          | Jesús Javier Ramírez | Dailos Manuel Díaz      |
| 2004      | Víctor García         | Dailos Manuel Díaz   | Iván Uberuaga           |
| 2005      | Víctor García         | José de Jesús        | José Antonio Arroyo     |
| 2006      | Ismael Esteban        | Francisco Torrella   | Hertor Alexa Cruz       |
| 2007      | José Belda            | Diego Tamayo         | Francisco Torrella      |
| 2008      | Antonio Olmo Menacho  | José Belda           | Francisco Torrella      |
| 2009      | José Belda            | Francisco Torrella   | Angelo Pagani           |
| 2010      | José Belda            | Esteban Plaza        | Israel Pérez            |
| 2011      | José Belda            | César Fonte          | Bruno Silva             |
| 2012      | José Belda            | Oleg Chuzhda         | Julien Loubet           |
| 2013      | Juan Pedro Trujillo   | Mathias Nothegger    | Marcos García Ortega    |
| 2014      | Marcos García Ortega  | Vicente González     | Mathias Nothegger       |
| 2015      | Euprepio Calo         | Mathias Nothegger    | Yacomar García          |
| 2016      | Iván Martínez Jiménez | Daniel Domínguez     | Adrián Trujillo         |
| 2017      | Erlend Sor-Reime      | Umberto Marengo      | Adrián Trujillo         |
| 2018      | Eusebio Pascual       | Adrià Moreno         | Jorge Martín Montenegro |
| 2019      | Adrià Moreno          | Romain Campistrous   | Florent Castellarnau    |
| 2020-2021 | no se disputó         | no se disputó        | no se disputó           |
| 2022      | Tom Martin            | Tomás Miralles       | Alberto Álvarez         |